# Wiesmann
Wiesmann est un constructeur automobile allemand. L'entreprise a été fondée en 1985 par les frères Martin et Friedhelm Wiesmann. Les voitures sont assemblées à la main à Dülmen en Allemagne.

## Histoire
En 1985, les frères Wiesmann décident de réaliser une voiture de sport ayant une apparence ancienne avec des technologies modernes. Ils développent alors un prototype dans une cave. Ce prototype est terminé en 1987 puis présenté en 1988 au Salon Automobile de Essen.
1989 est l'année des premières ventes et du développement de modèles avec hard top.
Après cinq années de développement, Wiesmann produit et commercialise le Roadster MF3. En 2005, la marque présente au Salon de l'automobile de Francfort la GT MF4.
En 2007, le premier show-room Wiesmann est ouvert à Francfort et en 2008 Wiesmann déménage de son ancien siège de Telgenkamp à Dülmen pour une nouvelle usine à Dülmen qualifiée par le constructeur « d'usine transparente » en référence à l'architecture particulière de l'usine.
En 2006, Wiesmann présente le Roadster MF4 au mois de mars au Salon international de l'automobile de Genève puis le Roadster MF5 au mois de septembre au Salon de l'automobile de Francfort.
En mai 2014, des rumeurs de cessation d'activité se font de plus en plus précises. En effet, après une procédure d'insolvabilité entamée fin 2013, aucun capital n'a été trouvé pour sauver la société.
En novembre 2015, l'entreprise est rachetée par un couple d’investisseurs britanniques, Berry et Anita Tatalovic.
En septembre 2019, Wiesmann renaît et présente son nouveau modèle au salon de Francfort.

## Logo et slogan

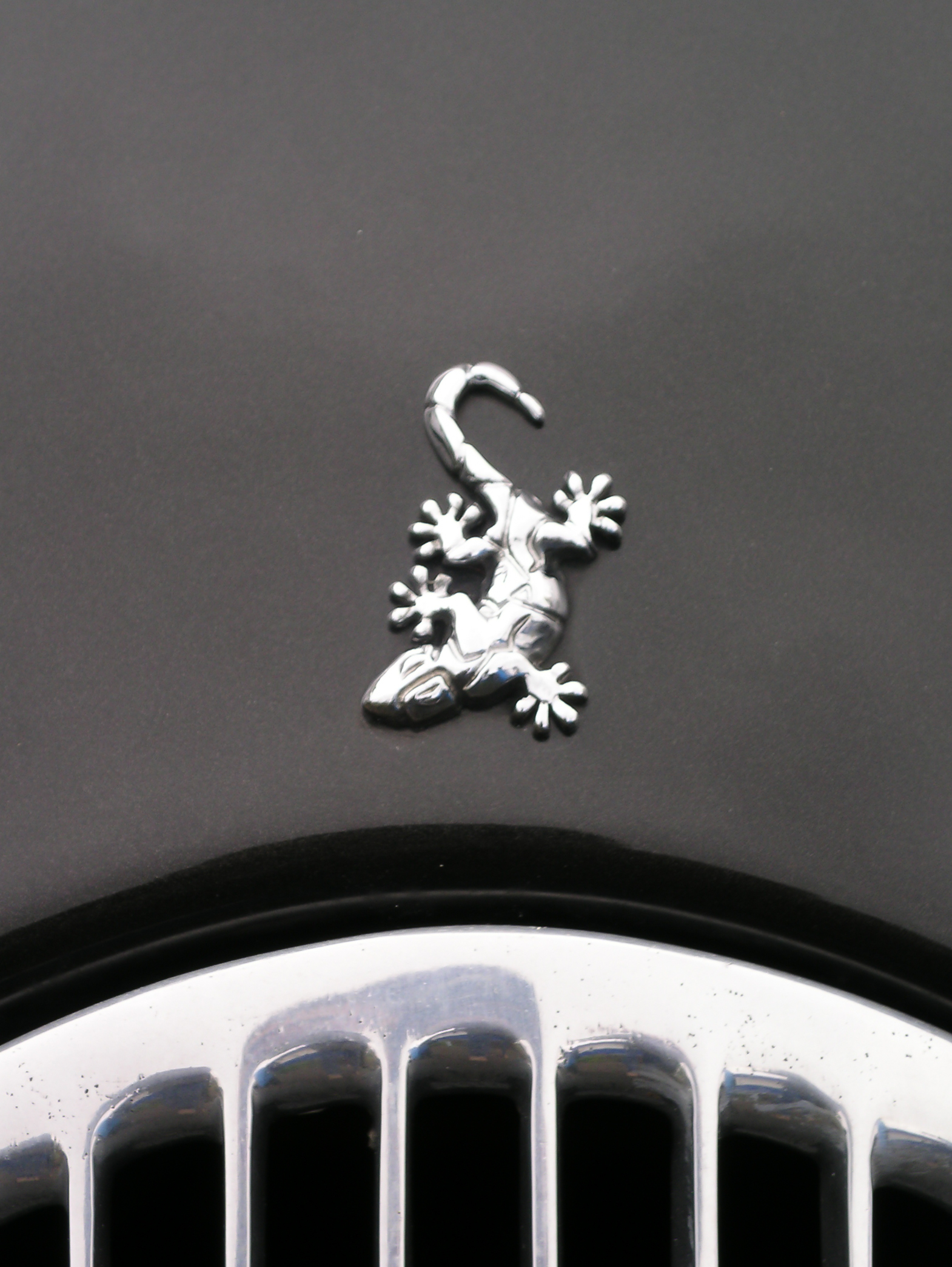
Logo Wiesmann

Le logo de la marque représente un gecko, animal connu pour avoir la capacité de grimper sur la plupart des surfaces verticalement et même à l'envers. Un des slogans de la marque reprend ainsi l'idée symbolisée par son logo : "Les Wiesmann collent à la route comme des geckos à un mur".
Sur le site officiel de la marque, il apparait sous le logo un autre slogan : "Manufaktur  Der Individualisten". Ce slogan met en avant le fait que chaque modèle de Wiesmann est unique.

## Les différents modèles

### MF3
- Roadster MF3

### MF4
- Roadster MF4
- GT MF4
  - 367 ch (270 kW) -  4 799 cm3 - 09/2003
  - 408 ch (300 kW) -  4 395 cm3 - 11/2010
- GT MF4 S
  - 420 ch (309 kW)- 3 999 cm3 - 03/2010 (30 exemplaires)
- GT MF4 SC

### MF5
Elle embarque un V10, le S85, d'origine BMW.
- Roadster MF5
- GT MF5
  - 507 ch (373 kW) - 4 999 cm3 - 2008
  - 555 ch (408 kW) - 4 395 cm3 - 2011

### Autres modèles
- MF25
- MF28
- MF30